# محمد منصوري
محمد منصوري (بالفارسية: محمد منصوری) هو لاعب كرة قدم إيراني في مركز نصف الجناح، ولد في 26 أكتوبر 1983 في طهران في إيران. لعب مع نادي أبو مسلم خراسان ونادي برسبوليس ونادي ذوب آهن أصفهان ونادي شهر خودرو.